# اعتراضات ۱۴۰۱ ایرانیان مقیم خارج

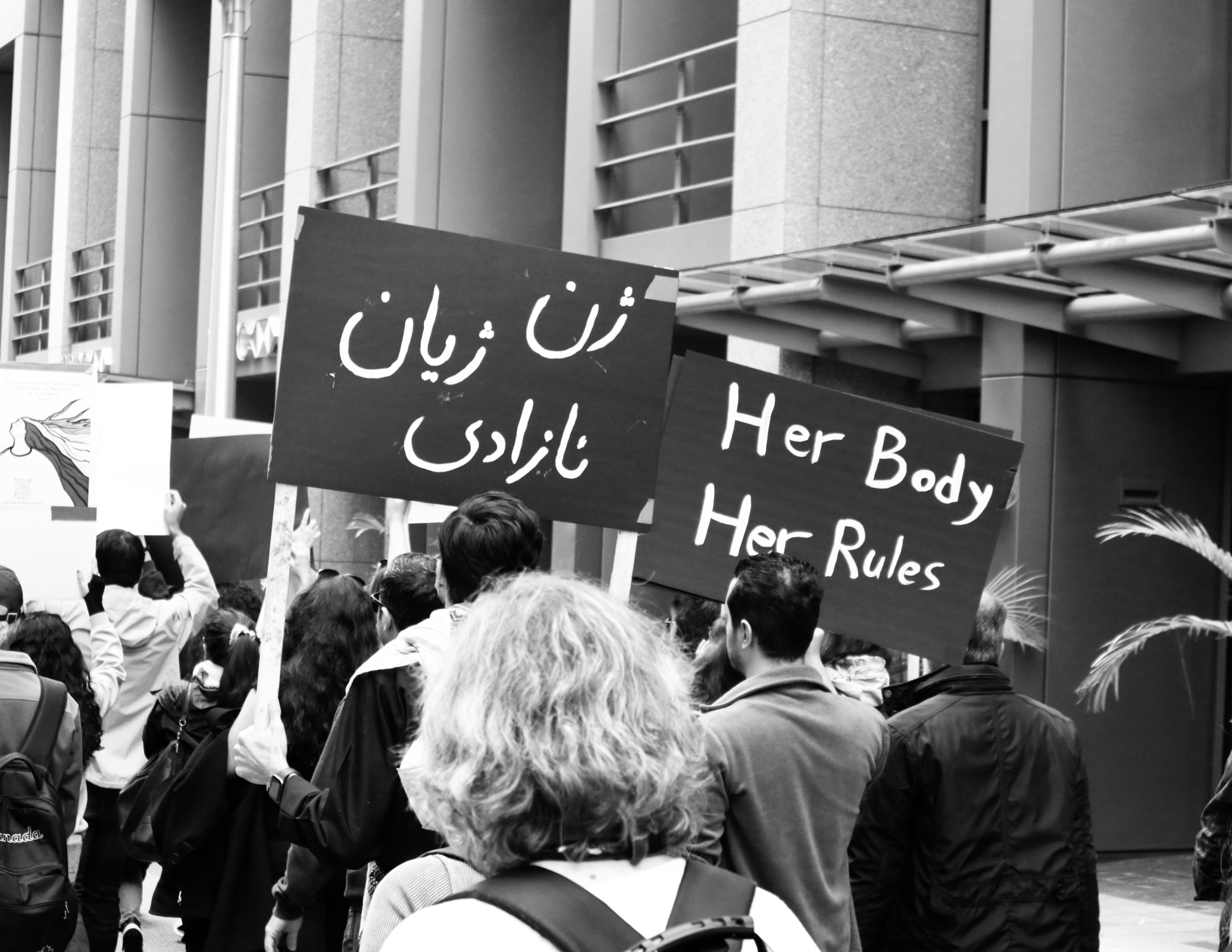
کانادا

اعتراضات ۱۴۰۱ ایرانیان مقیم خارج تظاهرات جهانی ایرانیان مقیم خارج در حمایت از خیزش ۱۴۰۱ ایران که در پی کشته شدن مهسا امینی تحت بازداشت نیروهای گشت ارشاد در ایران رخ داد و اعتراض به حمله نیروهای امنیتی جمهوری اسلامی ایران به معترض‌ها در سراسر ایران و کشته، بازداشت و مجروح شدن عده زیادی از مردم، برای اعلام همبستگی با مردم ایران در بیش از ۱۵۰ شهر از کشورهای جهان توسط ایرانیان مقیم و مردم آن کشورها برگزار گردید. تظاهرات ایرانیان خارج از ایران در تمام سال ۱۴۰۱ ادامه پیدا کرد.

## شهرها و ایالات مشارکت کننده

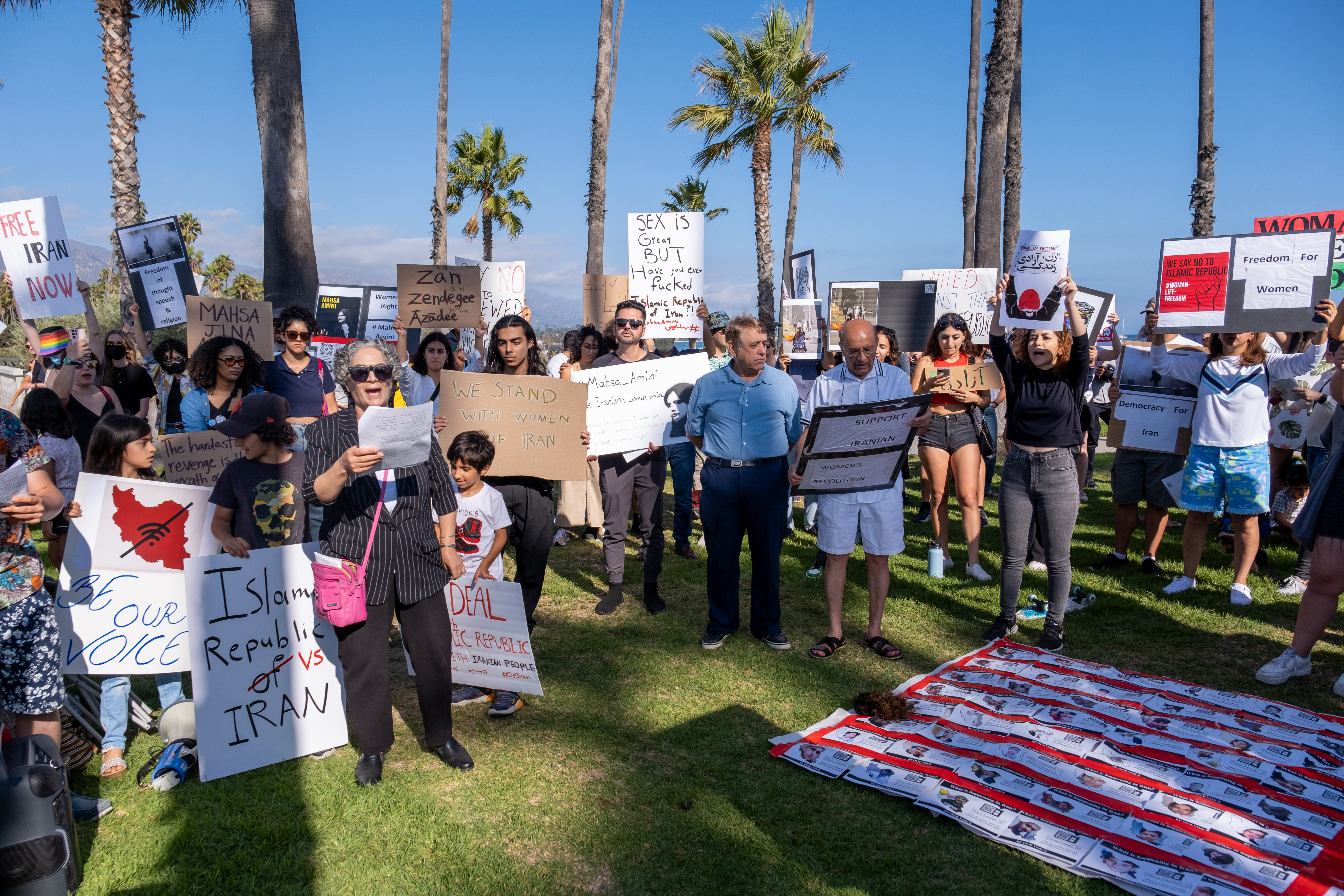
آمریکا

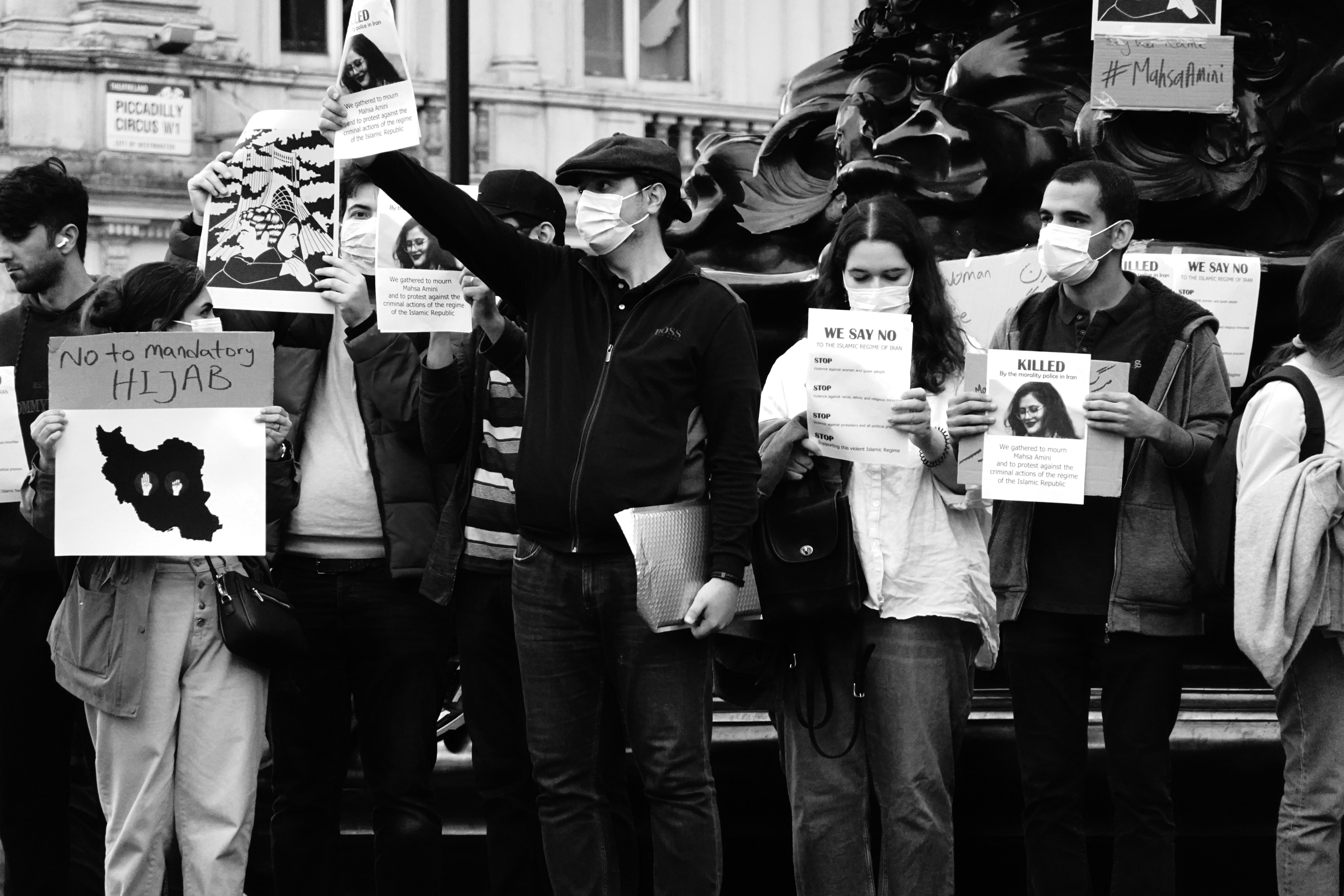
انگلیس

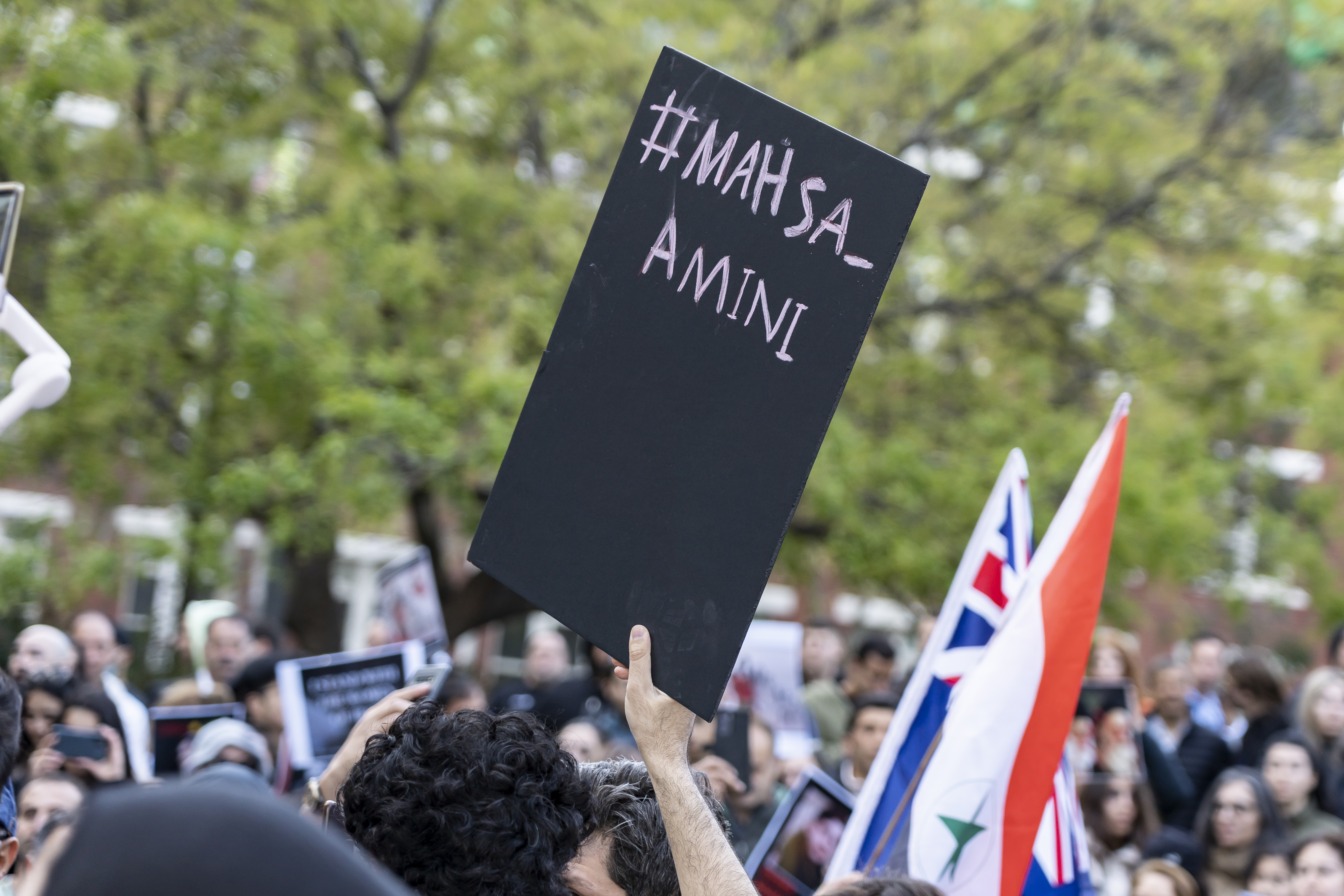
استرالیا

### کانادا
- تورنتو[۶] در تورنتو بنا بر برآورد پلیس ۵۰ هزار نفر به خیابان‌ها آمدند.[۷]
  - مقابل مرکز اسلامی امام مهدی تورنتو، در روز یکشنبه ۱ آبان[۸]
- کلگری
- سادبری
- ساسکاتون
- مونترآل
- رجاینا
- اوتاوا
- ونکوور
- ادمونتون
- سینت جانز[۹]

### آمریکا
- آریزونا
- هیوستون
- دالاس
- سیاتل
- لس آنجلس
- شیکاگو
- واشینگتن دی‌سی
- نیویورک
- بوستون
- ماساچوست
- فلوریدا
- دنور

#### تظاهرات ۱۱ فوریه لس‌آنجلس
در ۲۲ بهمن (۱۱ فوریه)، با حضور ایرانیانی از سراسر آمریکا، بزرگترین تظاهرات تاریخ ایرانیان در آمریکا برگزار شد. پلیس لس‌آنجلس جمعیت شرکت‌کنندگان در این تجمع را حدود ۱۰۰ هزار نفر تخمین زده‌است.

### انگلستان
- کاردیف
- نیوکاسل
- لیورپول
- بیرمینگهام
- گلاسگو
- لندن
- منچستر

### استرالیا
- بریزینه
- سیدنی
- ملبورن
- پرت
- آدلاید[۱۲]

فرانسه
- پاریس
- استراسبورگ تظاهرات «۱۲ هزار» نفری در بیست و شش دی ۱۴۰۱ در شهر استراسبورگ در برابر پارلمان اروپا علیه جمهوری اسلامی[۱۳]

### اتریش
- وین

### نروژ
- مقابل پارلمان نروژ

### ترکیه
- استانبول[۱۴]
- ازمیر

### نیوزیلند
- اوکلند

### اندونزی
- جاکارتا

### ارمنستان
- ایروان

### کره جنوبی
- سئول

### ایتالیا
- رم

### هلند
- آمستردام

### ژاپن
- توکیو

### چک
- پراگ

### آلمان
- هامبورگ
- فرانکفورت
- برلین هشتاد هزار نفر[۱۵]

#### برلین
ایرانیان پرشماری از شهرهای مختلف آلمان و دیگر کشورهای اروپا برای شرکت در این تجمع به برلین رفتند. شمار زیادی از ایرانیان از نقاط مختلف جهان، به ویژه ایرانیان ساکن اروپا، برای حضور در تجمع بزرگ برلین، با هواپیما، قطار، اتوبوس و خودروهای شخصی، عازم برلین شدند. تجمع بزرگ ایرانیان برابر با شنبه ۳۰ مهرماه ۱۴۰۱ (۲۲ اکتبر ۲۰۲۲) در برلین به دعوت «حامد اسماعیلیون» سخنگوی انجمن خانواده‌های بازماندگان پرواز پی‌اس ۷۵۲ داده شد است. تعداد افراد شرکت کننده در این تظاهرات هشتاد هزار نفر نفر تخمین زده شده‌است. برگزارکنندگان با شعار «زن، زندگی، آزادی» در صددند تا حمایت خود را از اعتراضات علیه سرکوب و تبعیض در ایران ابراز کنند. یورونیوز از این تجمع با عنوان «بزرگ‌ترین تظاهرات ایرانی‌ها در اروپا» یاد کرده‌است. پلیس آلمان برای این تظاهرات و تجمع ایرانیان، تدابیر شدید امنیتی اتخاذ کرده‌است.
برلین روز اول مهر نیز شاهد یکی از بزرگ‌ترین تظاهرات پشتیبانی از اعتراضات مردم ایران بود. پس از آتش‌سوزی در زندان اوین نیز ایرانیان در مقابل سفارت ایران در برلین دست به اعتراض زدند.

### سوئیس
- برن

### اتریش
- وین

### فنلاند
- هلسینکی: جمعی از فعالان سیاسی کُرد در ۲۶ اکتبر ۲۰۲۲ به مناسبت چهلم ژینا امینی در میدان نارینکاتوری تجمعی اعتراضی برگزار کردند.[۲۴]

### دانمارک
- کپنهاگ
- آرهوس
- آلبورگ